# كيلي كلاركسون
كيلي بريان كلاركسون (بالإنجليزية: Kelly Brianne Clarkson)‏ (ولدت في 24 أبريل 1982) هي مغنية روك بوب أمريكية، حائزة على جائزتي غرامي. اشتهرت كلاركسون إثر اشتراكها وفوزها في الفصل الأول من مسابقة المواهب الغنائية أميركان آيدول عام 2002.
أصدرت كلاركسون أول البوم لها عام Thankful 2003 وقد تم اعتماده من البلاتين وباع أكثر من 4.5 مليون نسخة عالميا. لـ الأغنية الرئيسية "Miss Independent " أصبح نجاحا عالميا، وكسبت كلاركسون أول ترشيح لها لـ جائزة غرامي. ووضعت معها ثاني البوم Breakaway 2004. وكانت معتمدة من من البلاتين وباعت أكثر من 12 مليون نسخة حول العالم، وكسبت لـ كلاركسون اثنين من جائزة غرامي، بما في ذلك واحدة لاحد للأغنية المتفردة بها "Since U Been Gone". وبعدها أخذت الاتجاه الإبداعي الكامل بما لها من ثالث ألبوم My December 2007. في الأغنية الأولى "Never Again". الألبوم الرابع لـ كلاركسون All I Ever Wanted 2009 أصبح نجاح حاسم وتجاري.
ـ إصابة في جميع أنحاء العالم بأغنية واحدة، "My Life Would Suck Without You"، تجاوزت "A Moment Like This" لأكبر قفزة إلى رقم واحد على أسبوع واحد في تاريخ اللوح 100 الساخن البياني من عدد 97، وهو رقم قياسي لا يزال يحتل اليوم. ألبومها الخامس Stronger 2011 إنشاؤها الدولي الرسمي وتتصدر أغنيتها الفردية "Mr. Know It All" و"Stronger (What Doesn't Kill You)"، مع الأخير هو ثاني أفضل مبيعا أمريكان أيدول أغنيتها الفردية حتى الآن مع أكثر من أربعة ملايين تنزيل في الولايات المتحدة فاز الألبوم بجائزة غرامي لأفضل ألبوم بوب صوتي، مما يجعل لـ كلاركسون الفنانة الأولى والوحيدة تفوز بالجائزة مرتين.و في عام 2012، أصدرت كلاركسون Greatest Hits: Chapter One. الأغنية الأولى «اCatch My Breath» ترتيبها الرابعة والعشرين على الساخن 100 ولها الحادي عشر مليون مبيعا للفردي.

## الألبومات
أطلقت كلاركسون خمسة ألبومات حتى الآن، وهي بترتيب إطلاقها:
| سنة  | اسم الألبوم       |
| ---- | ----------------- |
| 2003 | Thankful          |
| 2005 | Breakaway         |
| 2007 | My December       |
| 2009 | All I Ever Wanted |
| 2011 | Stronger          |

## روابط خارجية
- الموقع الرسمي
- كيلي كلاركسون على موقع IMDb (الإنجليزية)
- كيلي كلاركسون على موقع ميتاكريتيك (الإنجليزية)
- كيلي كلاركسون على موقع الموسوعة البريطانية (الإنجليزية)
- كيلي كلاركسون على موقع روتن توميتوز (الإنجليزية)
- كيلي كلاركسون على موقع قاعدة بيانات الأفلام العربية
- كيلي كلاركسون على موقع ألو سيني (الفرنسية)
- كيلي كلاركسون على موقع ميوزك برينز (الإنجليزية)
- كيلي كلاركسون على موقع رولينغ ستون (الإنجليزية)
- كيلي كلاركسون على موقع تيرنر كلاسيك موفيز (الإنجليزية)
- كيلي كلاركسون على موقع أول موفي (الإنجليزية)
- أخبار مُجمّعة وتعليقات عن كيلي كلاركسون في موقع صحيفة نيويورك تايمز.